# 上後閑
上後閑（かみごかん）は、群馬県安中市の地名。郵便番号は379-0108。面積は11.01km2(2010年現在)。

## 地理
碓氷川支流の九十九川に注ぐ後閑川上流域に位置している。

### 河川
- 後閑川

## 歴史
江戸時代頃からある地名で、安中藩領だった。

### 年表
- 1889年4月1日 町村制施行により、上後閑村は中後閑村、下後閑村と合併して後閑村が成立する。
- 1955年3月1日 後閑村は、（旧）安中町、秋間村、磯部町、原市町、板鼻町、岩野谷村、東横野村と合併して安中町となる。そのため、安中町上後閑となる。
- 1958年11月1日 市制施行により、安中町は安中市となる。そのため安中市上後閑となる。

## 世帯数と人口
2017年（平成29年）7月31日現在の世帯数と人口は以下の通りである。
| 大字   | 世帯数  | 人口  |
| ------ | ------- | ----- |
| 上後閑 | 177世帯 | 446人 |

## 教育
市立小・中学校に通う場合、学区は以下の通りとなる。
| 番地 | 小学校             | 中学校             |
| ---- | ------------------ | ------------------ |
| 全域 | 安中市立後閑小学校 | 安中市立第二中学校 |

## 交通

### 鉄道
同町に鉄道駅はない。

### 道路
国道は通っていない。県道は群馬県道122号八本松松井田線、群馬県道125号一本木平小井戸安中線が通っている。

## 施設
- 安中市上後閑体育館
- 長源寺
- 上後閑公民館

## 避難所
指定緊急避難場所
- 上後閑山里ふれあいの会（旧18区集会所）(土砂災害警戒区域にあるため、土砂災害時の避難には不適とされている。)[6]

指定避難所
- 上後閑体育館[7]

対象地区:後閑5区